# Luna di grappoli a gennaio luna di racimoli a febbraio

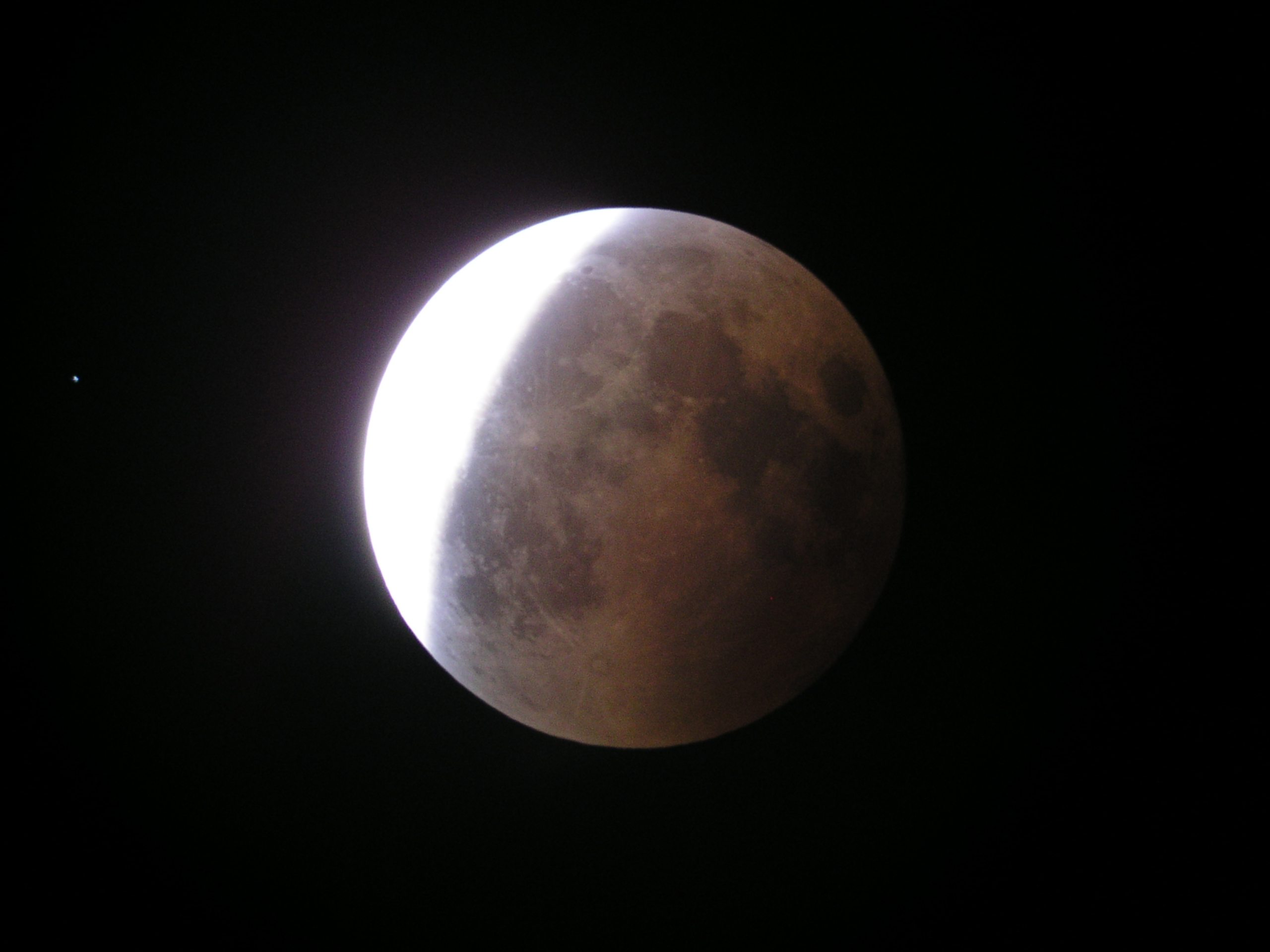
Eclissi di luna

Luna di grappoli a gennaio luna di racimoli a febbraio, è uno di quei proverbi popolari che si occupa di informarci sui tempi ottimali della coltivazione. Mentre quasi tutti i proverbi mostrano un'uniformità di opinioni sul periodo utile per incominciare la zappatura, sul tempo della potatura le discordanze sono maggiori, a causa delle diversità di latitudine.
Come spesso capita nella indagine storica di un proverbio, sono emerse varie versioni e varianti sviluppate nel corso delle generazioni.

## Luna di grappoli
Il proverbio invita i contadini a potare la vite durante la luna di gennaio, per consentire una raccolta abbondante di grappoli, mentre nel caso di una potatura ritardata al mese successivo il rischio è di raccoglierne solo qualche grappoletto (racimoli).

## La luna di gennaio
Questo proverbio conferma l'importanza e l'influenza della luna su tutti gli aspetti e gli elementi della vita contadina; gli agricoltori con la luna cattiva preferiscono non operare, temendo esiti negativi per il loro lavoro, quali, ad esempio, un cattivo vino.
(dialetto siciliano)
La saggezza dei proverbi antichi pensati e creati in lingua dialettale, in questo caso in siciliano, avvisa i contadini che è il caso di innestare, potare e piantare, quando ci troviamo nel periodo della luna calante di gennaio.